# Parco delle Esposizioni
Il Parco delle Esposizioni (Parque de la Exposición) si trova nel barrio di Santa Beatriz, nel distretto di Lima, tra Paseo Colón, avenida Inca Garcilaso de la Vega, Paseo de la República e avenida 28 de Julio.

## Storia
Nel 1868 il presidente peruviano José Balta, con l'intento di modernizzare la capitale, decise la demolizione della cinta muraria di Lima, e il 2 agosto 1869 emise un decreto che disponeva l'apertura di una «Esposizione nazionale di prodotti naturali, agricoli e manifatturieri; di piante e animali di ogni genere nati nella Repubblica [peruviana] o esportati dall'estero e in essa acclimatati; così come un concorso pubblico di modelli, macchine, piante e animali». Veniva così individuata la zona a cavallo della porta di Guadalupe, nella parte meridionale della città, nel quale costituire il Parco delle Esposizioni e al suo interno il Palazzo delle Esposizioni, per il cinquantenario dell'indipendenza del Perù.
Il progetto dell'architetto italiano Antonio Leonardi, su un'area di 192000 m², comprendeva: il Palazzo delle Esposizioni, il padiglione del Presidente, il padiglione gotico, il chiosco cinese, diversi chioschi, rotonde, fontane ornamentali, sculture, panchine, il giardino zoologico e l'orologio di Pedro Ruiz Gallo.
L'ingresso principale, un imponente arco di trionfo di stile romano, era nel lato settentrionale del Parco, di fronte al penitenziario di Lima.
Nonostante i lavori non fossero ancora terminati, nel gennaio del 1872 prevalse la curiosità dei cittadini di Lima che iniziarono a frequentare il Parco prima dell'inaugurazione ufficiale.
Il 1º luglio 1872 l'Esposizione nazionale (Grande mostra di arti, scienze e industrie) veniva inaugurata «...per offrire al Paese un monumento che attesti che, nel campo del progresso intellettuale e artistico, siamo avanzati con tutta la forza dei popoli che capiscono che, nel secolo in cui viviamo, l'umanità marcia con passo sicuro verso il miglioramento che è legittimo ottenere.»
Durante la Guerra del Pacifico il Parco delle Esposizioni, come tutta Lima, venne occupato dall'esercito cileno (1881-1883) e il Palazzo delle Esposizioni utilizzato come ospedale. Con il saccheggio del Parco vennero distrutte le serre e lo zoo, trasferiti in Cile i leoni marmorei che ornavano il Palazzo, smantellato il monumento di Nettuno e trasferito a Valparaiso.
L'orologio di Pedro Ruiz Gallo venne smantellato con l'intenzione di portarlo in Cile ma per l'incompetenza dei militari cileni venne danneggiato irreparabilmente.
Con la firma del Trattato di Ancón, il 23 ottobre 1883 le truppe cilene si ritirarono da Lima. Il 18 dicembre 1883 un decreto governativo autorizzava la costituzione della Sociedad Administradora de la Exposición con il compito di sistemare, salvaguardare e gestire il Parco delle Esposizioni per un periodo di 5 anni. Il 7 gennaio 1889 il Comitato di gestione presentò un inventario nel quale si fornivano i dettagli su ciò che era stato trovato e i lavori svolti per il ripristino del Parco e dei suoi edifici. A seguito della relazione il governo peruviano cedette la proprietà del Parco alla Municipalità di Lima.
Il presidente Nicolás de Piérola, nel periodo del suo governo (1895-1899), incoraggiò la modernizzazione della capitale con la creazione di grandi viali sul modello della Parigi di Haussmann.
Quindi nel 1898 la Municipalità di Lima decise l'apertura dell'avenida 9 de Diciembre (o Paseo Colón), per collegare avenida Grau, avenida Alfonso Ugarte e avenida Magdalena, attraverso il Parco delle Esposizioni, la cui parte settentrionale, così separata, veniva battezzata Parco di Nettuno.
Nel 1896, di fianco al Palazzo delle Esposizioni, venne edificata la sede dell'Istituto nazionale dei vaccini. Nel 1904 l'edificio venne occupato dalla sede della prima tranvia elettrificata del Perù in servizio nella tratta Lima–Chorrillos. Nel 1935 l'edificio venne demolito per l'apertura del Paseo de la República.

Nel 1897 nella parte meridionale del Parco vennero costruiti il velodromo e lo stadio Guadalupe.

Nel 1908 entrò in funzione l'Osservatorio sismologico di Lima, diretto da Scipión Llona.
In occasione delle celebrazioni per il centenario dell'indipendenza peruviana tra il 1919 e il 1924 furono costruiti nuovi edifici e monumenti:
l'avenida 28 de Julio, inaugurata nel 1921, che separava il Parco delle Esposizioni dal velodromo e dallo stadio;
l'avenida Petit Thouars, che collegava il Parco delle Esposizioni al Distretto di San Isidro;
il padiglione bizantino, realizzato nelle fucine Durenne di Sommevoire e inaugurato nel 1921;
la fontana della Cina, donata dalla comunità cinese in Perù, inaugurata il 28 luglio 1924;
la sede del Ministero dello sviluppo e delle opere pubbliche, inaugurato il 26 settembre 1925;
il monumento a Mateo Paz Soldán, che avrebbe dovuto essere inaugurato dal presidente Augusto Leguía y Salcedo, deposto il 25 agosto 1930.
Nel 1929 il governo peruviano affidò l'amministrazione del Parco alla Municipalità di Lima.

Per il 400º anniversario della fondazione di Lima (1535), il 21 dicembre 1934 venne inaugurato il ristorante La Cabaña con la capacità di 1 200 posti, il più grande dell'epoca, in stile nordeuropeo; e il monumento ad Alexander von Humboldt, donato dalla comunità tedesca in Perù.
Nel 1944 il giardino zoologico, ricostruito nel 1909 dopo le distruzioni da parte dell'esercito cileno, venne trasferito nel distretto di Barranco.

Nel 1950 il sindaco di Lima decise l'abbattimento dell'arco principale d'ingresso ormai in stato di abbandono e frequentato da teppisti.

Nel 1958 e sino al 1999 il teatro La Cabaña divenne sede dell'Istituto nazionale d'arte drammatica (poi Scuola nazionale superiore d'arte drammatica).
Il 25 marzo 1974 vennero inaugurati il Giardino giapponese e la Casa del tè, su iniziativa della Sociedad Central Japonesa, per commemorare il centenario delle relazioni diplomatiche tra Perù e Giappone.
Durante l'amministrazione del sindaco Alberto Andrade, nel 1999, iniziarono i lavori di ristrutturazione del parco che comprendevano un anfiteatro per le rappresentazioni artistiche, un auditorium, un arco metallico in stile romano che serviva da ingresso da avenida 28 de Julio, il rifacimento del laghetto con i pedalò, nuove fontane, il parcheggio e il rifacimento dell'isola di Títeres. L'inaugurazione è avvenuta il 17 gennaio 2000, ribattezzato Gran parco di Lima.
Il nome originale, Parco delle Esposizioni, è stato ripristinato nel 2004 dal sindaco successivo Luis Castañeda Lossio.
Nel dicembre del 2005 il Ministero dei trasporti e delle comunicazioni (ex Ministero dello sviluppo e delle opere pubbliche) trasferì gli uffici nella nuova sede e restituì l'edificio alla Municipalità di Lima per l'apertura del nuovo Museo Metropolitano, inaugurato nel 2010 dal presidente Alan García Pérez, dedicato alla storia della città.
Le esposizioni permanenti consistono in audiovisivi, proiezioni 3D e ologrammi; al primo piano si trova la Galería Limaq, destinata alle esposizioni temporanee;
al secondo piano si trova la Biblioteca metropolitana di Lima, dotata di oltre 10 000 volumi e di una emeroteca, e l'Archivio storico.
Vi si trova anche l'auditorium Taulichusco, attrezzato per le conferenze e le proiezioni di audiovisivi.
Nel 2019, in occasione dei XVIII Giochi panamericani e dei VI Giochi parapanamericani, il Parco delle Esposizioni è la sede del Programma culturale Culturaymi, uno spazio che cerca di mostrare la ricchezza culturale, artistica e storica a livello internazionale del Perù; promuovere la crescita dell'industria culturale ed evidenziare la diversità nazionale attraverso molteplici allestimenti, fiere, mostre d'arte, cinema, teatro, concerti e altro.

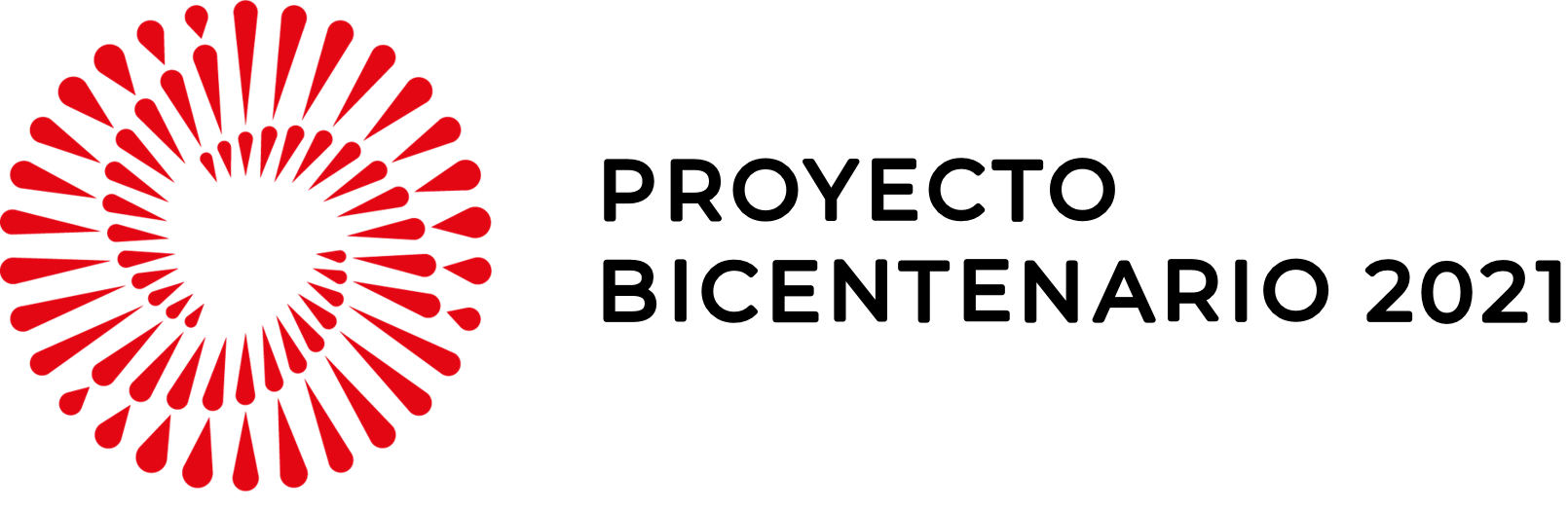

Sono molte le iniziative nell'ambito del Progetto speciale Bicentenario (2021-2024) previste nel Parco delle Esposizioni, nel Museo d'arte di Lima (MALI) e nel Museo metropolitano di Lima (MET):
- presentazione della Fontana della Cina, il 1º agosto 2021, dopo i lavori di restauro;[39]
- mostra Producción/Reproducción de Sandra Gamarra, nelle sale temporanee del MALI, dal 19 agosto 2021;[40]
- VI Fiera metropolitana del libro Lima Lee, nel Parco delle Esposizioni, dal 9 al 19 settembre 2021;[41]
- mostra Históricas: precursoras de la igualdad del siglo XX, nelle sale temporanee del MET, dal 6 novembre al 16 dicembre 2021;[42]
- il 16 febbraio 2022 sono terminati i lavori di restauro delle facciate del Museo d'arte di Lima, eseguiti dal World Monuments Fund Peru su commissione dell'Unione europea;[43][44]
- dal 21 giugno al 26 novembre 2023 il MALI ha organizzato la grande mostra Los incas. Más allá de un imperio.[45]

## Edifici e monumenti

### Edifici
- Museo d'arte di Lima (Palazzo delle Esposizioni, 1872)
- Padiglione moresco (Padiglione gotico, 1872)
- Padiglione bizantino (1921)
- Museo Metropolitano di Lima  (Ministero dello sviluppo e delle opere pubbliche, 1925)
- Teatro La Cabaña (1958-1999); ex Ristorante La Cabaña (1934-1958)
- Anfiteatro Nicomedes Santa Cruz (2000)
- Infermeria, ex osservatorio sismologico inaugurato nel 1904[18]

### Monumenti
- Fontana della Cina, inaugurata nel 1921 e restaurata nel 2021
- Fontana delle tradizioni, dedicata allo scrittore Ricardo Palma, inaugurata il 7 febbraio 1962[46]
- Monumento ad Alexander von Humboldt, naturalista tedesco, inaugurato nel 1935
- Monumento a Víctor Larco Herrera, filantropo, inaugurato il 28 aprile 1963[47]
- Monumento a Tomás Herrera, generale panamense, inaugurato il 3 novembre 1975
- Monumento a Mateo Paz Soldán, scienziato, trasferito nel Parco nel 1982
- Monumento a Diego Mexía, primo capo della polizia di Lima, inaugurato il 4 giugno 1984
- Monumento a Fernando Belaunde Terry, presidente del Perù, inaugurato il 20 dicembre 2012[48]
- Monumento a Martin Lutero, inaugurato il 31 ottobre 2017[49]

## Galleria d'immagini

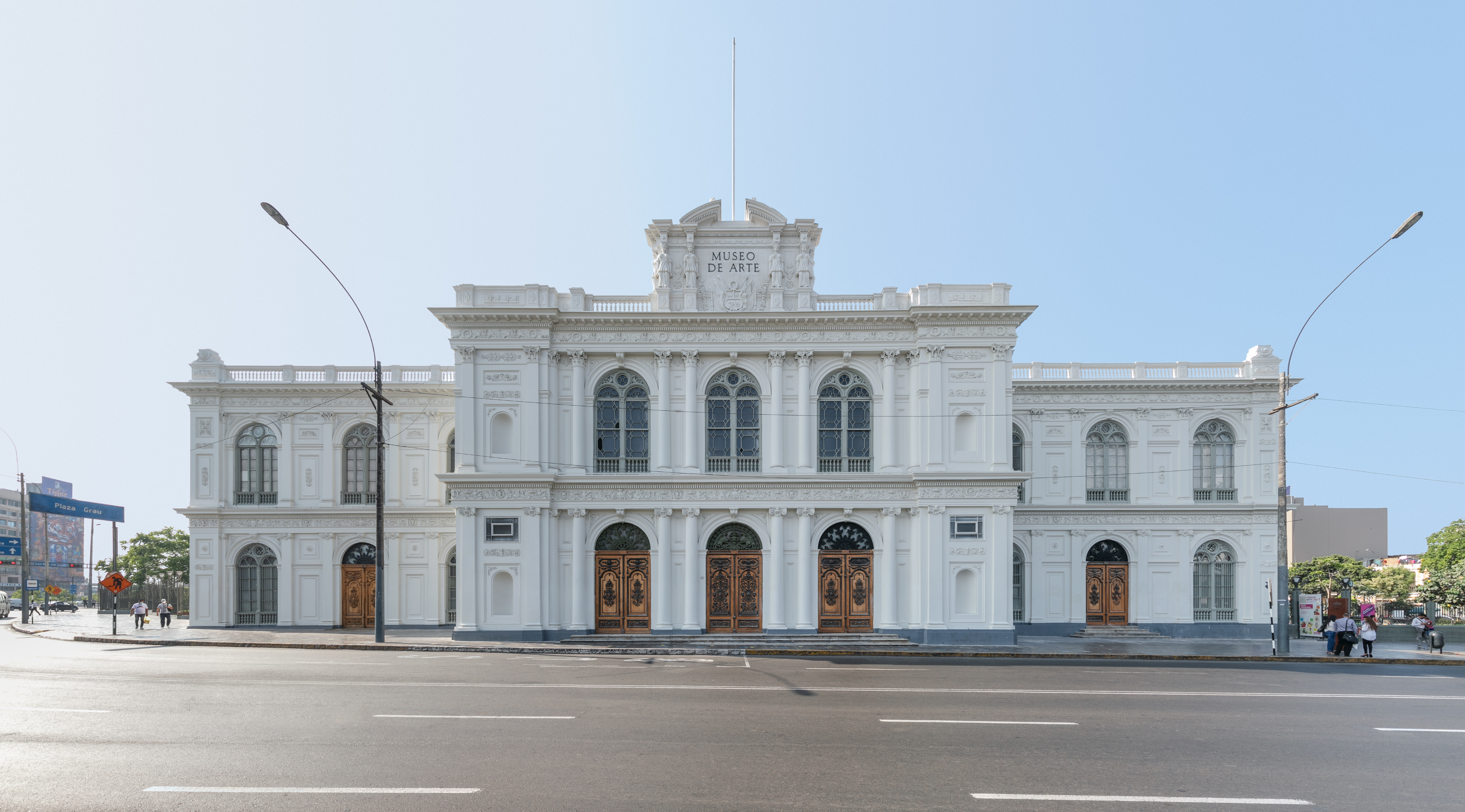
Museo d'arte di Lima
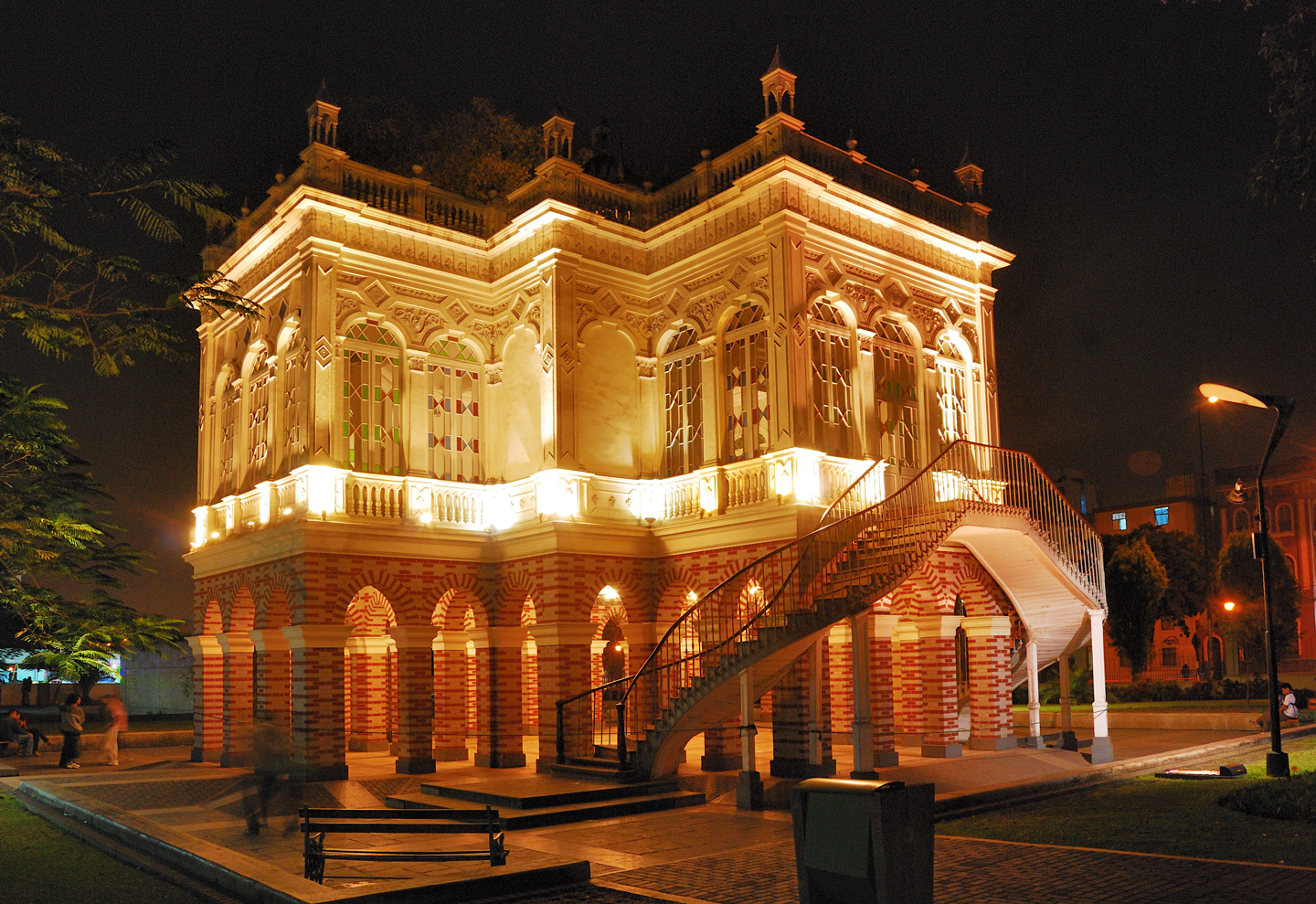
Padiglione moresco
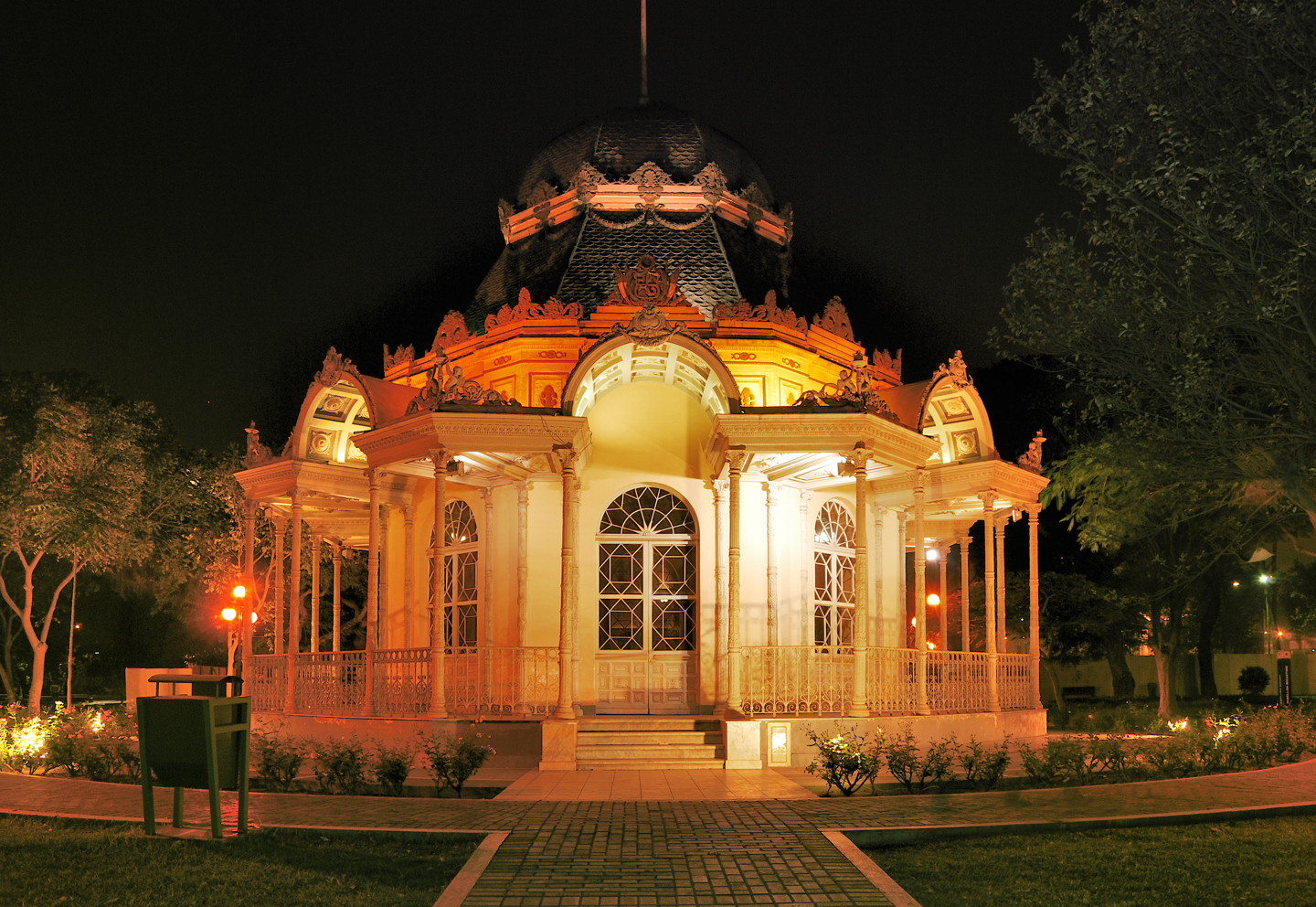
Padiglione bizantino
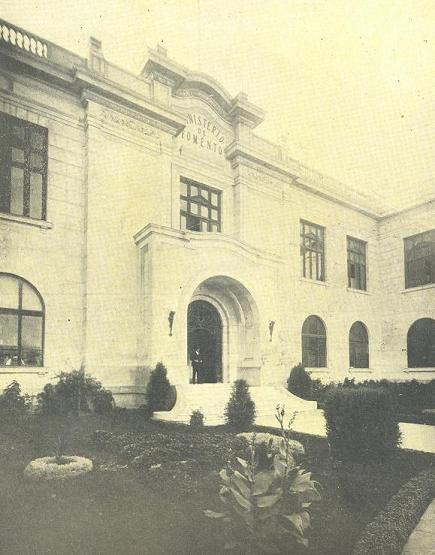
Ministero dello sviluppo
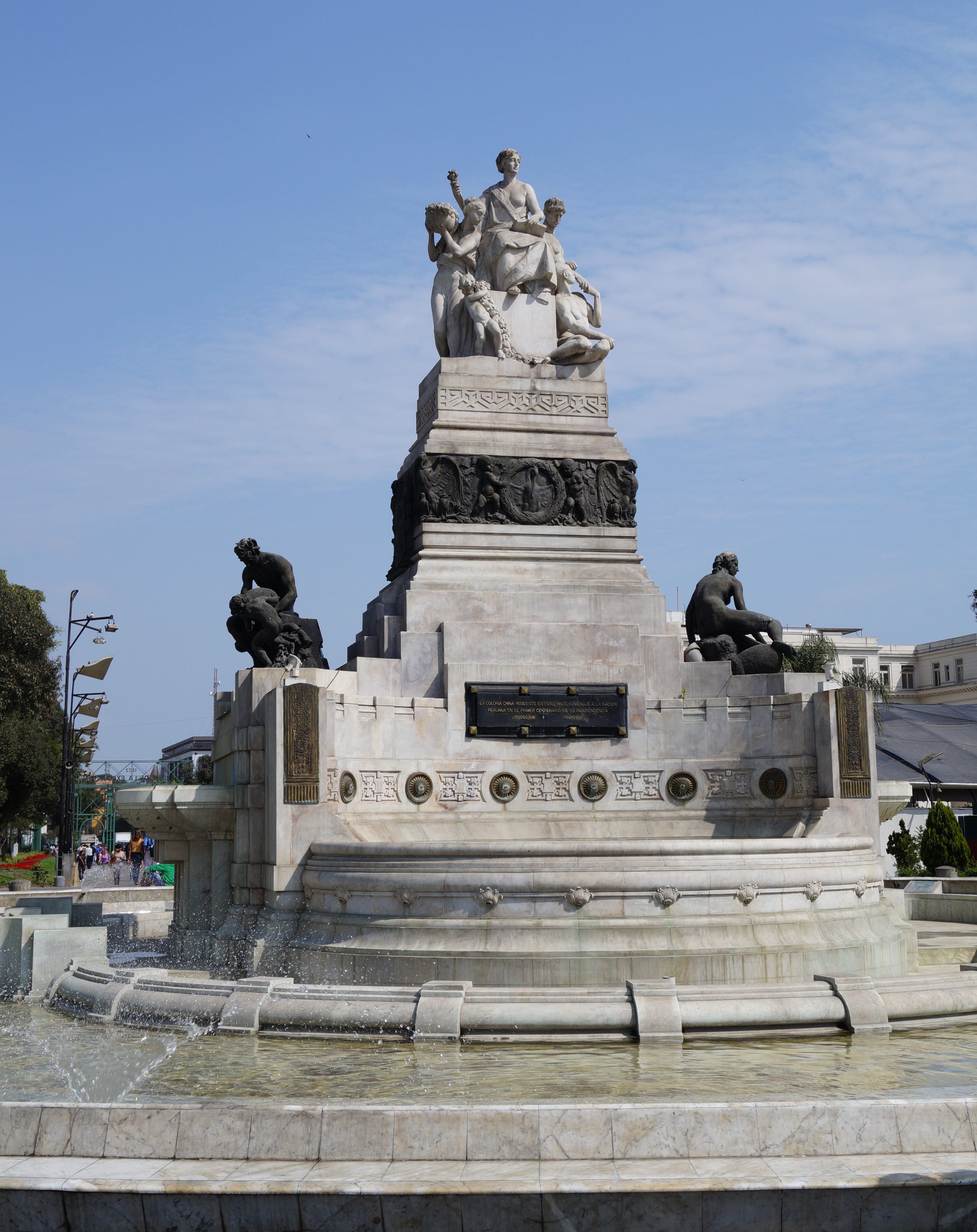
Fontana della Cina